# كلية أصول العلم الجامعة
كلية أصول العلم الجامعة (كلية أصول الدين الجامعة سابقا) هي كلية أهلية معترف بها رسميا من قبل وزارة التعليم العالي والبحث العلمي تقع في مدينة بغداد في العراق.

## الأقسام
تضم الكلية الأقسام التالية:
- قسم اللغة العربية
- قسم الدراسات الإسلامية
- قسم تقنيات التحليلات المرضية
- قسم طب الأسنان
- قسم الصيدلة
- قسم الاعلام
- قسم القانون
- قسم تقنيات صناعة الاسنان